# Батум (миноносец)
«Бату́м», миноносец №251 — миноносец Черноморского флота.

## Постройка и служба
Заказан с учетом результатов испытаний первого мореходного миноносца «Взрыв» в 1880 году. В память о первой успешной торпедной атаке русских катеров назван «Батум». Разработчиком детального проекта стал известный английский кораблестроитель Эдвард Рид.
В заказе русского Морского Ведомства значилась скорость 22 узла, а компоновка «Батума» почти в точности повторяла компоновку серийных миноносок фирмы «Ярроу». Корпус делился водонепроницаемыми переборками на восемь отсеков; толщина стальной обшивки не превышала 3,5 мм. Миноносец был снабжен парусным вооружением.
Условия контракта не были выполнены, более того, Э. Ярроу попытался ввести в заблуждение русскую приемочную комиссию, намеренно облегчив миноносец. «Батум» был выведен на ходовые испытания с водоизмещением 33 тонн, вместо 48 проектных, а угля было погружено 1,5 тонн вместо 9 положенных. В результате, на приёмных испытаниях миноносец развил 22,16 узла, а после прихода в Россию он едва набирал 15 узлов.
Тем не менее, мореходные качества корабля оказались превосходными и он смог своим ходом перейти из Глазго в Николаев, вызвав этим удивление у специалистов. 
И. Ф. Лихачёв так оценивал значение этого перехода миноносца:
Прежде чем «Батум» успел дойти до места своего назначения, внимательные морские нации уже спешили заводиться такими же судами.

В походе начали проявляться недостатки конструкции: упала скорость, недостаточно тщательно был склепан и корпус — за день в кормовом отделении набиралось до 20—30 вёдер воды, а в Фиуме, куда миноносец зашёл по пути, даже пришлось увеличивать высоту труб, которые заливало при волнении. В Фиуме на миноносец также было установлено вооружение (два неподвижных носовых торпедных аппарата).
Минное вооружение состоит из 2-х выбрасывающих труб для 19-ти футовых мин Уайтхеда. Воздухохранитель состоит из двух цилиндров, в 3 1/2 куб. фута каждый. Мины находятся в выбрасывающих трубах, но в случае необходимости «Батум» может носить еще две запасные мины на верхней палубе в желобах.
«Батум» послужил хорошей «рекламой» фирмы Ярроу, которой было заказано сразу несколько десятков подобных «Батуму» миноносцев. Газеты того времени писали:
Не приходится сомневаться, что замечательные показатели этого корабля явились побудительной причиной для нашего правительства, как и для многих других, приступить наконец к систематической постройке миноносцев.
21 сентября 1880 года миноносец под командованием знаменитого капитан-лейтенанта И. М. Зацаренного прибыл в Николаев.

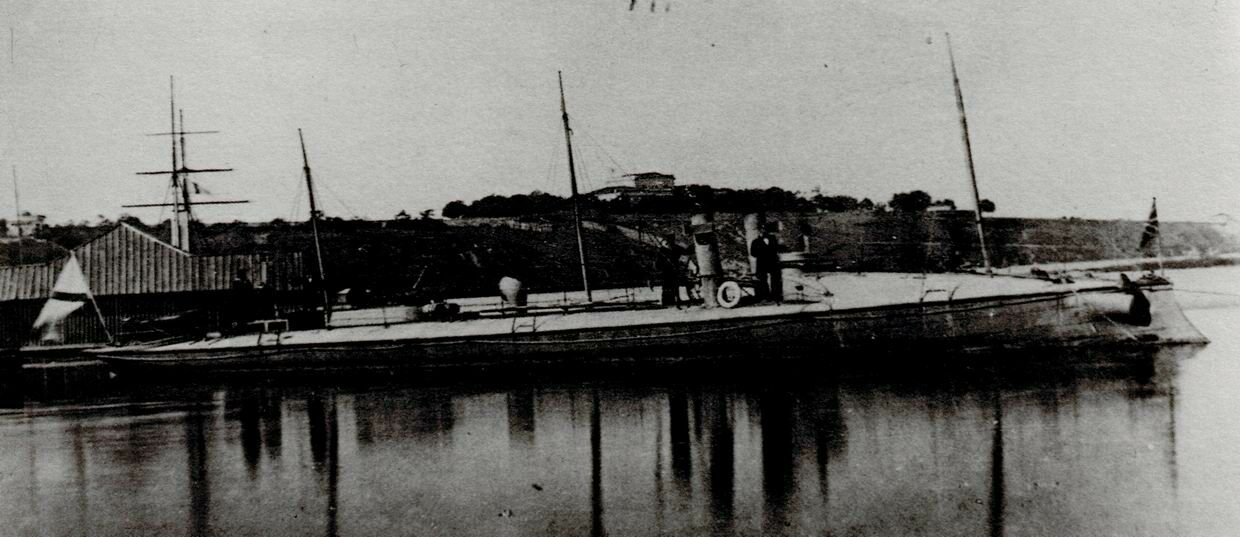
Миноноска «Батум» в Николаеве.

Зимой 1882-1883 годов топки локомотивного котла «Батума» приспособили под отопление мазутом. Это был первый опыт такого переоборудования в русском военном флоте. Отопление мазутом показало несомненные преимущества перед углем: повысилась дальность плавания и исчез демаскирующий вид из труб. Однако, выводы сделаны не были и миноносец вновь был переведен на угольное отопление. В 1884 году на «Батуме» переделали носовую оконечность для того, чтобы корабль не зарывался носом.
С 8 апреля 1895 года «Батум» был переименован и стал носить номер 251.
К 1901 году скорость корабля упала до 12,5 узлов. Содержание небоеспособного судна становилось непрактичным, поэтому 5 января 1908 года миноносец № 251 был исключен из списков военного флота и передан Севастопольскому порту. В начале 1910-х годов корабль был продан на слом.
«Батум», несмотря на неудачную конструкцию, оказался прорывом в области кораблестроения. И. Ф. Лихачёв называл этот корабль «первой в мире мореходной миноноской», а в Европе выражение «миноноска типа „Батум“» применяли как синоним нового класса. Конструкция «Батума» стала классической на целое десятилетие, только в Англии в 1880—1882 годах был построен 31 корабль этого типа. Такие суда строились также для Италии, Франции, Германии и Японии. Российским продолжением типа стали корабли типа «Улучшенный Батум», где были учтены некоторые недостатки предыдущего корабля.

## Командиры
- капитан-лейтенант Мязговский, Александр Иванович (1888-1890).